# Leandro Remondini
Leandro Remondini (pronunciación en italiano: /leˈandro remonˈdiːni/; Verona, Italia, 17 de noviembre de 1917-Milán, Italia, 9 de enero de 1979) fue un jugador y entrenador de fútbol italiano. En su etapa como jugador profesional se desempeñaba como defensa o centrocampista.

## Selección nacional
Fue el jugador más longevo del plantel italiano que disputó la Copa del Mundo de 1950. Jugó el segundo y último partido de fase de grupos contra la selección paraguaya, donde Italia ganó por 2-0, pero no le fue suficiente para clasificar a la fase final de la competición.
Fue por 42 años el futbolista más longevo en debutar con la selección italiana, hasta que fue superado por Mauro Tassotti en 1992, que a su vez fue superado por Max Tonetto en 2007.

### Participaciones en Copas del Mundo
| Mundial                        | Sede   | Resultado      | Partidos | Goles |
| ------------------------------ | ------ | -------------- | -------- | ----- |
| Copa Mundial de Fútbol de 1950 | Brasil | Fase de grupos | 1        | 0     |

## Clubes

### Como jugador
| Club          | País   | Año       |
| ------------- | ------ | --------- |
| Hellas Verona | Italia | 1935-1937 |
| Milan         | Italia | 1937-1942 |
| Modena        | Italia | 1942-1943 |
| Varese        | Italia | 1944      |
| Casale        | Italia | 1945-1946 |
| Modena        | Italia | 1946-1947 |
| Lazio         | Italia | 1947-1950 |
| Napoli        | Italia | 1950-1951 |
| Lucchese      | Italia | 1951-1952 |
| Hellas Verona | Italia | 1953-1955 |

### Como entrenador
| Club               | País    | Año       |
| ------------------ | ------- | --------- |
| Foggia Calcio      | Italia  | 1954-1955 |
| Beşiktaş           | Turquía | 1957-1958 |
| Selección nacional | Turquía | 1958-1959 |
| Altay              | Turquía | 1959      |
| Galatasaray        | Turquía | 1959-1960 |
| Sambenedettese     | Italia  | 1960      |
| Palermo            | Italia  | 1961-1962 |
| Trapani            | Italia  | 1962-1963 |
| Catanzaro          | Italia  | 1963-1965 |
| Modena             | Italia  | 1965-1967 |
| Livorno            | Italia  | 1967-1969 |
| Modena             | Italia  | 1969-1972 |
| Taranto            | Italia  | 1972      |
| Perugia            | Italia  | 1974      |

## Palmarés

### Campeonatos nacionales
| Título  | Club   | País   | Año  |
| ------- | ------ | ------ | ---- |
| Serie B | Modena | Italia | 1943 |